# 張法鶴
張法鶴（1936年4月27日—），河北南皮人，生於北平，國立中興大學法商學院（今國立臺北大學）法律學系畢業，曾經活躍於電視及電影圈。張之洞後人。
現在是中華文化復興運動總會中華戲劇延推委員會委員、臺北市中華戲劇延推協會常務理事、中華民國法學研究會理事長、財團法人何孝元法學基金會董事、師大附中校友會監事主席、台北河北同鄉會常務理事、中加文經協會副理事長、東方高爾夫國際集團總顧問。

## 生平

### 家族
其家族自十一世祖乃曾公始卜居南皮，歷代耕讀傳家；明末清初，子孫多有科舉中舉者。曾祖父張之洞，曾於清同治二年（1863年）癸亥恩科殿試金榜以一甲第三名及第。

### 早年
張法鶴早年由於張法鶴之父投身軍旅，時逢對日抗戰，張法鶴全家居所不定，張法鶴時而輟學。
六歲，入私塾，攻讀十三經。對日抗戰勝利後，張法鶴全家從西安返回北平（今北京），就讀私立四存小學，攻讀顏（顏習齋）李（李恕谷）之學。
1949年（民國三十八年）初，張法鶴全家遷至台灣，就讀臺灣省立臺北師範學校附屬小學（今國立臺北教育大學附設實驗國民小學）。臺灣省立臺北師範學校附屬小學畢業後，考入國立臺灣師範大學附屬高級中學初中部，與後來轉學的古龍成為同班莫逆。國立臺灣師範大學附屬高級中學畢業後，考進臺北市立建國高級中學。臺北市立建國高級中學畢業後，考入國立中興大學法商學院(今國立台北大學)法律學系。
1964年（民國五十三年），張法鶴自國立中興大學法商學院(今國立臺北大學)法律學系畢業，赴成功嶺接受大專預備軍官訓練，獲選「榮譽楷模」；同年，國立中興大學推選張法鶴為「優秀青年代表」，參加「全國青年節大會」接受表揚。

### 畢業後
1965年（民國五十四年），張法鶴受邀於台視法律教育節目《電視法庭》擔任辯護律師。
1966年（民國五十五年），張法鶴策劃及主持台視益智節目《大千世界》，收視率兩年居首。
1967年（民國五十六年），張法鶴與黃琮玫結婚，育有長女忠敬與次子忠偉。
1976年（民國六十五年）至1980年（民國六十九年），張法鶴擔任中央電影公司（中影）副總經理兼製片企劃部經理，多次率領中華民國影展代表團參加世界各國影展，拓展國片市場，順道訪問鄰國宣揚中華文化並宣慰華僑，獲行政院新聞局與僑務委員會頒發「貢獻良多獎」。又，張法鶴服務中影期間，參與策劃攝製《英烈千秋》、《八百壯士》、《筧橋英烈傳》、《梅花》、《黃埔軍魂》、《蒂蒂日記》、《汪洋中的一條船》等四十餘部著名電影，曾獲金馬獎、亞太影展、哥倫比亞影展、巴拿馬影展等多個國際影展獎項，也曾獲中華民國總統蔣經國頒發陸海空軍褒狀與特令授階晉升預備軍官中尉官階。
1981年（民國七十年），張法鶴策劃推動的「全國第三次文藝會談」於陽明山中山樓舉行，海內外文化藝術界知名人士千餘人出席。
1983年（民國七十二年），張法鶴赴美國奧克拉荷馬市大學（Oklahoma City University）研究「電影理論與教育」；同年，應行政院新聞局之邀請，張法鶴擔任第二十八屆亞太影展籌備委員會秘書長。
1984年（民國七十三年），張法鶴獲奧克拉荷馬市大學頒贈「1984傑出國際學生獎」（OKLAHOMA CITY UNIVERSITY 1984 OUTSTANDING INTERNATIONAL STUDENT AWARD）。
1984年（民國七十三年），張法鶴受聘擔任國家文藝基金管理委員會審議委員。
2001年（民國九十年），張法鶴與曾華松、劉瑞村、張平沼、梁宇賢、郭林勇等人共同創辦社團法人中華民國法學研究會。
2003年（民國九十二年），4月14日，中華民國電影事業發展基金會第十四屆第五次董監事會議通過任命張法鶴自同年5月1日起擔任第40屆金馬獎主席。同年獲第三屆國立臺北大學傑出校友。
2011年（民國一百年），3月24日，張法鶴獲選為社團法人中華民國法學研究會理事長。
2013年（民國一百零二年），張法鶴被敦聘為中華民國法學研究會榮譽理事長。
2014年（民國一百零三年），張法鶴被敦聘為中華民國國立台北大學校友會顧問。

## 經歷
- 教育界：國立中興大學助教、國立中興大學講師、美國加州各大學在華聯合研習所講師、中國文化大學新聞學系副教授、世新大學副教授兼電影科主任。
- 廣電界：台視《大千世界》主持人、中視《銀色廣場》製作人、中國廣播公司監察人、中視副總經理。
- 電影界：中央電影公司（中影）副總經理兼製片企劃部經理、 中華民國電影製片協會常務理事代理事長、中華民國《電影法》審議委員、第廿八屆亞太影展籌備委員會秘書長、 第18－19屆哥倫比亞國際電影節中華民國代表團團長、第16－17屆巴拿馬影展中華民國影展團團長、 第31屆金馬獎評審委員、 第40屆臺北金馬影展執行委員會主席。
- 藝文界：中國文藝協會文藝研究發展委員會副主委、國家文化藝術基金會審議委員、行政院文化建設委員會審議委員、《文訊雜誌》社長、《英文中國日報》董事、台北市觀光協會常務理事。
- 企業界：潘氏關係企業副總裁、潘氏關係企業總裁、班固貿易股份有限公司董事長、士新儲運股份有限公司董事長、光華儲運股份有限公司董事長、關平建設股份有限公司董事長、潘新建設股份有限公司董事長、盤亞開發股份有限公司董事長。
- 政治界：中國國民黨中央委員會文化工作會總幹事。

## 榮譽
- 曾獲中華民國總統蔣經國頒發陸海空軍褒狀與特令授階晉升預備軍官中尉官階。
- 1986年（民國七十五年），張法鶴獲奧克拉荷馬市市長頒發「榮譽市民」證書。
- 1990年（民國七十九年），張法鶴獲臺北市建國高級中學推舉為「第一屆傑出校友」。
- 2003年（民國九十二年），張法鶴被推選為國立臺北大學第三屆傑出校友。
- 2009年（民國九十八年），張法鶴獲國立中興大學推選為「第十三屆傑出校友」。

## 外部連結
- 中文電影資料庫——張法鶴 （页面存档备份，存于）
- IMDB - George F.H. Chang （页面存档备份，存于）
- 蘇曉雲會見張之洞嫡孫張法鶴 （页面存档备份，存于）
- 吴思远获金马影展主席张法鹤委任为执委成员 （页面存档备份，存于）
- 三臺胞向湖北省捐出張之洞官服照
- 張之洞在台後人回鄂捐贈張之洞官服照 （页面存档备份，存于）
- 國立中興大學 第十三屆傑出校友